# Stibadocerina
Stibadocerina is een geslacht van buismuggen (Cylindrotomidae). De wetenschappelijke naam van het geslacht is voor het eerst geldig gepubliceerd in 1929 door Charles Paul Alexander.
Het is een monotypisch geslacht met als enige soort Stibadocerina chilensis Alexander, bekend uit Zuid-Centraal-Chili. Het is de enige gekende buismuggensoort in het Neotropisch gebied.

## Soorten
- S. chilensis Alexander, 1929